# Hydroptila rono
Hydroptila rono är en nattsländeart som beskrevs av Ross 1941. Hydroptila rono ingår i släktet Hydroptila och familjen smånattsländor. Inga underarter finns listade i Catalogue of Life.